# Благодатівка (Львівський район)
Благода́тівка (1783-1938, 1939-1946 — Ернсдорф, 1938-1939 — Полянка Бібрецька) — село у Львівському районі Львівської області. Населення становить 402 особи. Орган місцевого самоврядування — Ланівська сільська рада.

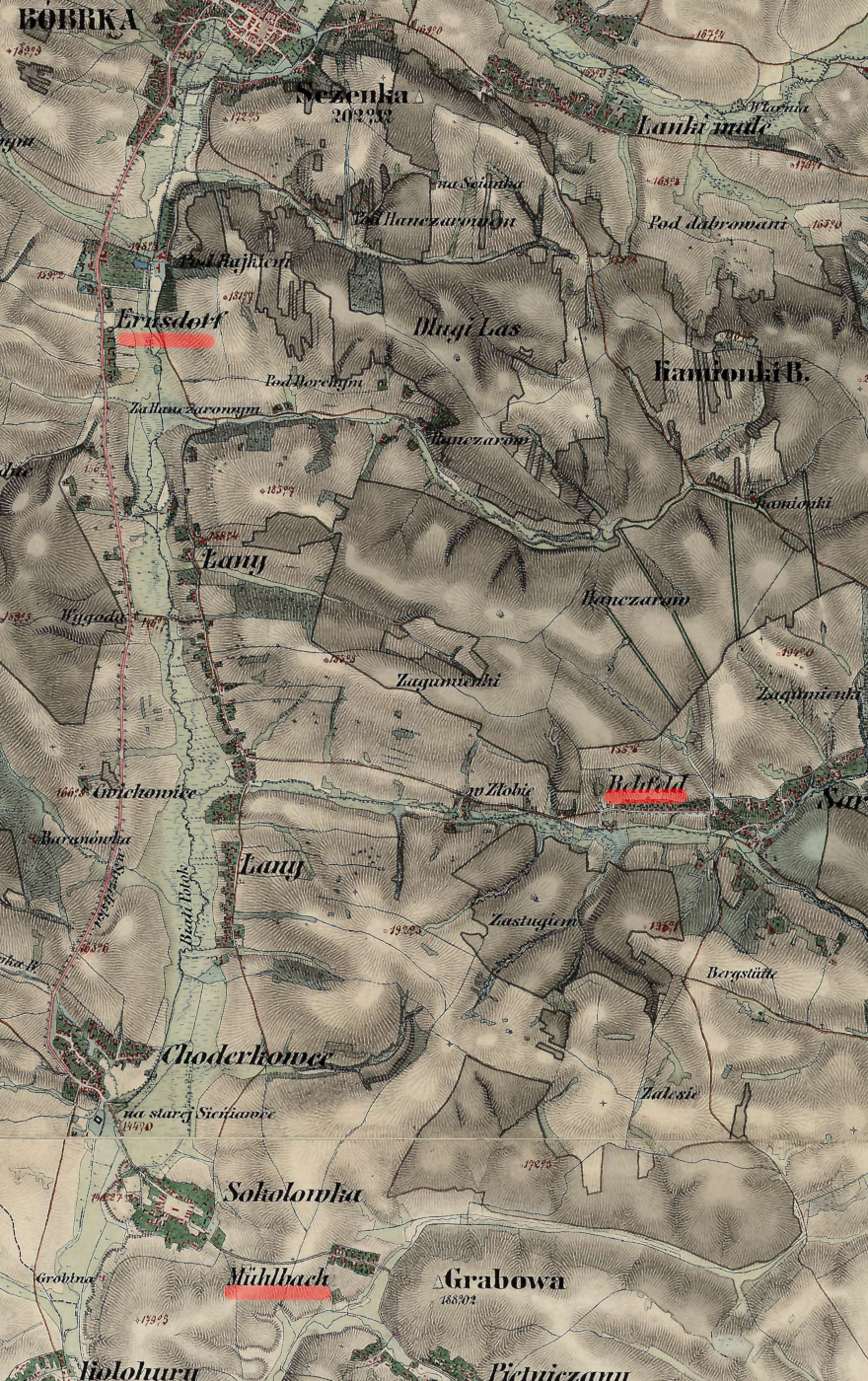
Ернсдорф (Ernsdorf), Рефельд (Rehfeld) та Мюльбах (Muelbach) на австро-угорській мапі бл. 1860 р.

Поява німецьких колоністів після 1772 року на землях Львівщини пов'язана з переходом Галичини до складу Австро-Угорської імперії та Йосифинською колонізацією, розпочатою австрійським імператором Йосифом II, починаючи з 1781 року. На землях Бібреччини, крім Мільбаха (тепер село П'ятничани), з'явилося тоді ж іще декілька таких колоній, зокрема колонія Ернсдорф (нім. Ernsdorf, дослівно — Ернестове село), лише за кілометр на південь від Бібрки.
25 листопада 1938 р. розпорядженням міністра внутрішніх справ Польщі Ернсдорф перейменовано на Полянку Бібрецьку (Polanka Bóbrecka). У 1940 р. німців виселили до Генеральної Губернії.
З 18.7.1946 — хутір Благодатівка.

## Населення

### Мова
Розподіл населення за рідною мовою за даними перепису 2001 року:
| Мова       | Кількість | Відсоток |
| ---------- | --------- | -------- |
| українська | 402       | 100%     |